# Sergej Semak
Sergej Bogdanovič Semak (in russo Сергей Богданович Семак?; Syčanske, 27 febbraio 1976) è un allenatore di calcio ed ex calciatore russo, di ruolo centrocampista, tecnico dello Zenit San Pietroburgo.

## Biografia
Semak è nato a Syčanske, nell'oblast' di Luhans'k, in Ucraina, da una famiglia di contadini. Studente modello, da ragazzo si prevedeva per lui un futuro da matematico o calciatore. Lasciò l'Ucraina poco prima della dissoluzione dell'URSS, mentre i genitori vi rimasero. Divenne cittadino russo.
Anche suo fratello maggiore Andrej Semak e quello minore Nikolaj Semak sono calciatore professionisti.
Ha chiamato sua figlia Barcelona a ricordo della storica vittoria per 2-1 ottenuta con i compagni del Rubin in casa del Barcellona, al Camp Nou, nella partita di UEFA Champions League del 20 ottobre 2009.

## Carriera

### Calciatore

#### Club
Ha iniziato la sua carriera nella squadra giovanile del Luhans'k.
Nel 1992 firma un contratto con il Presnya Mosca. Dopo 19 presenze nel corso delle quali segna 4 goal, Semak viene venduto al Karelija Petrozavodsk dove milita fino al 1993, anno nel quale ritorna al Presnja che nel frattempo ha assunto il nuovo nome di Asmaral Mosca.
Nel 1994 viene notato e messo sotto contratto dal CSKA Mosca. Vestirà questa maglia per circa 10 anni diventandone anche capitano. Con questo club ha vinto la Prem'er-Liga nel 2003, la Coppa di Russia nel 2002 e nel 2005.
Nel 2005 si trasferisce in Francia dove firma un contratto con il Paris Saint-Germain. Non riesce però ad essere costante. Nel corso della stagione infatti mette a segno un solo goal.
L'esperienza francese dura solamente una stagione, Semak decide infatti di ritornare in Russia.
Nel 2006 decide di accettare l'offerta del FK Mosca. Con la squadra della capitale gioca due stagioni.
Nel 2008 Semak accetta l'offerta del Rubin. Indosserà la fascia di capitano e guiderà la squadra tartara alla conquista del campionato nel 2008 e nel 2009.
Il 5 agosto 2010 viene acquistato dallo Zenit San Pietroburgo. Rimane con la squadra si San Pietroburgo fino al termine della stagione 2012-2013 quando, sapendo che non gli sarebbe stato rinnovato il contratto, annuncia il suo ritiro dal calcio giocato.

#### Nazionale
Esordisce con la nazionale maggiore russa il 15 novembre 1997 allo Stadio San Paolo di Napoli nella partita persa per 1-0 contro l'Italia, valida per gli spareggi di qualificazione al campionato del mondo 1998.
Nel 2002 fa parte dei convocati per il mondiale nippo-coreano.
Con l'arrivo di Guus Hiddink nel 2006 perde il posto da titolare e non gioca le eliminatorie per il campionato d'Europa 2008, ma è convocato per le amichevoli preparatorie e per la fase finale del torneo, dove è il capitano della squadra. È tra i protagonisti del buon cammino della nazionale russa, che si ferma in semifinale.
Milita in nazionale fino al 2010, disputando anche le gare di qualificazione al mondiale brasiliano.

### Allenatore
Ritiratosi dall'attività agonistica, rimane allo Zenit con il ruolo di assistente dell'allenatore italiano Luciano Spalletti.
Il 10 marzo 2014, dopo l'esonero di Spalletti, Semak viene nominato allenatore ad interim dello Zenit. Guiderà la squadra fino al 20 marzo seguente, dopo Borussia Dortmund-Zenit, partita valida per il ritorno degli ottavi di finale di Champions League, quando gli subentrerà André Villas-Boas.
Il 30 dicembre 2016 è chiamato ad allenare l'Ufa, squadra della massima divisione russa.
Il 29 maggio 2018 torna a San Pietroburgo e viene ufficializzato come tecnico dello Zenit in sostituzione di Roberto Mancini, passato alla guida della nazionale italiana. In sei stagioni vince sempre il campionato, due volte la Coppa di Russia e quattro la Supercoppa.

## Statistiche

### Cronologia presenze e reti in nazionale
| Cronologia completa delle presenze e delle reti in nazionale ― Russia | Cronologia completa delle presenze e delle reti in nazionale ― Russia | Cronologia completa delle presenze e delle reti in nazionale ― Russia | Cronologia completa delle presenze e delle reti in nazionale ― Russia | Cronologia completa delle presenze e delle reti in nazionale ― Russia | Cronologia completa delle presenze e delle reti in nazionale ― Russia | Cronologia completa delle presenze e delle reti in nazionale ― Russia | Cronologia completa delle presenze e delle reti in nazionale ― Russia |
| Data                                                                  | Città                                                                 | In casa                                                               | Risultato                                                             | Ospiti                                                                | Competizione                                                          | Reti                                                                  | Note                                                                  |
| --------------------------------------------------------------------- | --------------------------------------------------------------------- | --------------------------------------------------------------------- | --------------------------------------------------------------------- | --------------------------------------------------------------------- | --------------------------------------------------------------------- | --------------------------------------------------------------------- | --------------------------------------------------------------------- |
| 15-11-1997                                                            | Napoli                                                                | Italia                                                                | 1 – 0                                                                 | Russia                                                                | Qual. Mondiali 1998                                                   | -                                                                     | 46’                                                                   |
| 18-2-1998                                                             | Amarousio                                                             | Grecia                                                                | 1 – 1                                                                 | Russia                                                                | Amichevole                                                            | -                                                                     | 46’                                                                   |
| 22-4-1998                                                             | Mosca                                                                 | Russia                                                                | 1 – 0                                                                 | Turchia                                                               | Amichevole                                                            | -                                                                     | 46’                                                                   |
| 27-5-1998                                                             | Chorzów                                                               | Polonia                                                               | 3 – 1                                                                 | Russia                                                                | Amichevole                                                            | -                                                                     |                                                                       |
| 30-5-1998                                                             | Tbilisi                                                               | Georgia                                                               | 1 – 1                                                                 | Russia                                                                | Amichevole                                                            | -                                                                     | 89’                                                                   |
| 19-8-1998                                                             | Örebro                                                                | Svezia                                                                | 1 – 0                                                                 | Russia                                                                | Amichevole                                                            | -                                                                     | 46’                                                                   |
| 5-9-1998                                                              | Kiev                                                                  | Ucraina                                                               | 3 – 2                                                                 | Russia                                                                | Qual. Euro 2000                                                       | -                                                                     | 72’                                                                   |
| 23-9-1998                                                             | Granada                                                               | Spagna                                                                | 1 – 0                                                                 | Russia                                                                | Amichevole                                                            | -                                                                     | 63’ 73’                                                               |
| 10-10-1998                                                            | Mosca                                                                 | Russia                                                                | 2 – 3                                                                 | Francia                                                               | Qual. Euro 2000                                                       | -                                                                     | 70’                                                                   |
| 18-11-1998                                                            | Fortaleza                                                             | Brasile                                                               | 5 – 1                                                                 | Russia                                                                | Amichevole                                                            | -                                                                     | cap.                                                                  |
| 5-6-1999                                                              | Saint-Denis                                                           | Francia                                                               | 2 – 3                                                                 | Russia                                                                | Qual. Euro 2000                                                       | -                                                                     | 60’                                                                   |
| 9-6-1999                                                              | Mosca                                                                 | Russia                                                                | 1 – 0                                                                 | Islanda                                                               | Qual. Euro 2000                                                       | -                                                                     | 46’                                                                   |
| 18-8-1999                                                             | Minsk                                                                 | Bielorussia                                                           | 0 – 2                                                                 | Russia                                                                | Amichevole                                                            | -                                                                     | 63’                                                                   |
| 4-9-1999                                                              | Mosca                                                                 | Russia                                                                | 2 – 0                                                                 | Armenia                                                               | Qual. Euro 2000                                                       | -                                                                     | 80’                                                                   |
| 9-10-1999                                                             | Mosca                                                                 | Russia                                                                | 1 – 1                                                                 | Ucraina                                                               | Qual. Euro 2000                                                       | -                                                                     | 79’                                                                   |
| 23-2-2000                                                             | Haifa                                                                 | Israele                                                               | 4 – 1                                                                 | Russia                                                                | Amichevole                                                            | -                                                                     |                                                                       |
| 26-4-2000                                                             | Mosca                                                                 | Russia                                                                | 2 – 0                                                                 | Stati Uniti                                                           | Amichevole                                                            | -                                                                     | 61’                                                                   |
| 31-5-2000                                                             | Mosca                                                                 | Russia                                                                | 1 – 1                                                                 | Slovacchia                                                            | Amichevole                                                            | -                                                                     | 46’                                                                   |
| 4-6-2000                                                              | Chișinău                                                              | Moldavia                                                              | 0 – 1                                                                 | Russia                                                                | Amichevole                                                            | -                                                                     | 53’                                                                   |
| 16-8-2000                                                             | Mosca                                                                 | Russia                                                                | 1 – 0                                                                 | Israele                                                               | Amichevole                                                            | -                                                                     |                                                                       |
| 2-9-2000                                                              | Zurigo                                                                | Svizzera                                                              | 0 – 1                                                                 | Russia                                                                | Qual. Mondiali 2002                                                   | -                                                                     | 88’                                                                   |
| 28-2-2001                                                             | Iraklio                                                               | Grecia                                                                | 3 – 3                                                                 | Russia                                                                | Amichevole                                                            | -                                                                     | 71’                                                                   |
| 24-3-2001                                                             | Mosca                                                                 | Russia                                                                | 1 – 1                                                                 | Slovenia                                                              | Qual. Mondiali 2002                                                   | -                                                                     | 65’                                                                   |
| 25-4-2001                                                             | Belgrado                                                              | Jugoslavia                                                            | 0 – 1                                                                 | Russia                                                                | Qual. Mondiali 2002                                                   | -                                                                     | 85’                                                                   |
| 6-6-2001                                                              | Lussemburgo                                                           | Lussemburgo                                                           | 1 – 2                                                                 | Russia                                                                | Qual. Mondiali 2002                                                   | 1                                                                     | 60’                                                                   |
| 15-8-2001                                                             | Mosca                                                                 | Russia                                                                | 0 – 0                                                                 | Grecia                                                                | Amichevole                                                            | -                                                                     | 46’                                                                   |
| 1-9-2001                                                              | Lubiana                                                               | Slovenia                                                              | 2 – 1                                                                 | Russia                                                                | Qual. Mondiali 2002                                                   | -                                                                     | 65’                                                                   |
| 5-9-2001                                                              | Tórshavn                                                              | Fær Øer                                                               | 0 – 3                                                                 | Russia                                                                | Qual. Mondiali 2002                                                   | -                                                                     | 53’                                                                   |
| 6-10-2001                                                             | Mosca                                                                 | Russia                                                                | 4 – 0                                                                 | Svizzera                                                              | Qual. Mondiali 2002                                                   | -                                                                     | 78’                                                                   |
| 13-2-2002                                                             | Dublino                                                               | Irlanda                                                               | 2 – 0                                                                 | Russia                                                                | Amichevole                                                            | -                                                                     | 73’                                                                   |
| 17-5-2002                                                             | Mosca                                                                 | Russia                                                                | 1 – 1 dts (5 – 6 dtr)                                                 | Bielorussia                                                           | Amichevole                                                            | -                                                                     | 62’                                                                   |
| 21-8-2002                                                             | Mosca                                                                 | Russia                                                                | 1 – 1                                                                 | Svezia                                                                | Amichevole                                                            | -                                                                     | 57’                                                                   |
| 7-9-2002                                                              | Mosca                                                                 | Russia                                                                | 4 – 2                                                                 | Irlanda                                                               | Qual. Euro 2004                                                       | -                                                                     | cap. 73’                                                              |
| 16-10-2002                                                            | Volgograd                                                             | Russia                                                                | 4 – 1                                                                 | Albania                                                               | Qual. Euro 2004                                                       | 2                                                                     |                                                                       |
| 29-3-2003                                                             | Scutari                                                               | Albania                                                               | 3 – 1                                                                 | Russia                                                                | Qual. Euro 2004                                                       | -                                                                     |                                                                       |
| 30-4-2003                                                             | Tbilisi                                                               | Georgia                                                               | 1 – 0                                                                 | Russia                                                                | Qual. Euro 2004                                                       | -                                                                     |                                                                       |
| 7-6-2003                                                              | Basilea                                                               | Svizzera                                                              | 2 – 2                                                                 | Russia                                                                | Qual. Euro 2004                                                       | -                                                                     | 82’                                                                   |
| 20-8-2003                                                             | Mosca                                                                 | Russia                                                                | 1 – 2                                                                 | Israele                                                               | Amichevole                                                            | 1                                                                     | 46’                                                                   |
| 8-6-2005                                                              | Mönchengladbach                                                       | Germania                                                              | 2 – 2                                                                 | Russia                                                                | Amichevole                                                            | -                                                                     | 10’ 23’                                                               |
| 7-9-2005                                                              | Mosca                                                                 | Russia                                                                | 0 – 0                                                                 | Portogallo                                                            | Qual. Mondiali 2006                                                   | -                                                                     | 75’                                                                   |
| 8-10-2005                                                             | Mosca                                                                 | Russia                                                                | 5 – 1                                                                 | Lussemburgo                                                           | Qual. Mondiali 2006                                                   | -                                                                     | 55’                                                                   |
| 12-10-2005                                                            | Bratislava                                                            | Slovacchia                                                            | 0 – 0                                                                 | Russia                                                                | Qual. Mondiali 2006                                                   | -                                                                     | 58’                                                                   |
| 27-5-2006                                                             | Albacete                                                              | Spagna                                                                | 0 – 0                                                                 | Russia                                                                | Amichevole                                                            | -                                                                     | 72’                                                                   |
| 23-5-2008                                                             | Mosca                                                                 | Russia                                                                | 6 – 0                                                                 | Kazakistan                                                            | Amichevole                                                            | -                                                                     | cap.                                                                  |
| 28-5-2008                                                             | Burghausen                                                            | Russia                                                                | 2 – 1                                                                 | Serbia                                                                | Amichevole                                                            | -                                                                     | cap.                                                                  |
| 4-6-2008                                                              | Burghausen                                                            | Lituania                                                              | 1 – 4                                                                 | Russia                                                                | Amichevole                                                            | -                                                                     | cap. 46’                                                              |
| 10-6-2008                                                             | Innsbruck                                                             | Spagna                                                                | 4 – 1                                                                 | Russia                                                                | Euro 2008 - 1º turno                                                  | -                                                                     | cap.                                                                  |
| 14-6-2008                                                             | Salisburgo                                                            | Grecia                                                                | 0 – 1                                                                 | Russia                                                                | Euro 2008 - 1º turno                                                  | -                                                                     | cap.                                                                  |
| 18-6-2008                                                             | Innsbruck                                                             | Russia                                                                | 2 – 0                                                                 | Svezia                                                                | Euro 2008 - 1º turno                                                  | -                                                                     | cap. 57’                                                              |
| 21-6-2008                                                             | Basilea                                                               | Paesi Bassi                                                           | 1 – 3 dts                                                             | Russia                                                                | Euro 2008 - Quarti di finale                                          | -                                                                     | cap.                                                                  |
| 26-6-2008                                                             | Vienna                                                                | Russia                                                                | 0 – 3                                                                 | Spagna                                                                | Euro 2008 - Semifinale                                                | -                                                                     | cap.                                                                  |
| 20-8-2008                                                             | Mosca                                                                 | Russia                                                                | 1 – 1                                                                 | Paesi Bassi                                                           | Amichevole                                                            | -                                                                     | cap.                                                                  |
| 10-9-2008                                                             | Mosca                                                                 | Russia                                                                | 2 – 1                                                                 | Galles                                                                | Qual. Mondiali 2010                                                   | -                                                                     | cap. 74’                                                              |
| 11-10-2008                                                            | Dortmund                                                              | Germania                                                              | 2 – 1                                                                 | Russia                                                                | Qual. Mondiali 2010                                                   | -                                                                     | cap. 84’                                                              |
| 15-10-2008                                                            | Mosca                                                                 | Russia                                                                | 3 – 0                                                                 | Finlandia                                                             | Qual. Mondiali 2010                                                   | -                                                                     | cap.                                                                  |
| 28-3-2009                                                             | Mosca                                                                 | Russia                                                                | 2 – 0                                                                 | Azerbaigian                                                           | Qual. Mondiali 2010                                                   | -                                                                     | cap. 56’                                                              |
| 1-4-2009                                                              | Vaduz                                                                 | Liechtenstein                                                         | 0 – 1                                                                 | Russia                                                                | Qual. Mondiali 2010                                                   | -                                                                     | 66’                                                                   |
| 10-6-2009                                                             | Helsinki                                                              | Finlandia                                                             | 0 – 3                                                                 | Russia                                                                | Qual. Mondiali 2010                                                   | -                                                                     | 77’                                                                   |
| 12-8-2009                                                             | Mosca                                                                 | Russia                                                                | 2 – 3                                                                 | Argentina                                                             | Amichevole                                                            | -                                                                     | 58’                                                                   |
| 5-9-2009                                                              | San Pietroburgo                                                       | Russia                                                                | 3 – 0                                                                 | Liechtenstein                                                         | Qual. Mondiali 2010                                                   | -                                                                     | cap.                                                                  |
| 9-9-2009                                                              | Cardiff                                                               | Galles                                                                | 1 – 3                                                                 | Russia                                                                | Qual. Mondiali 2010                                                   | -                                                                     |                                                                       |
| 14-10-2009                                                            | Baku                                                                  | Azerbaigian                                                           | 1 – 1                                                                 | Russia                                                                | Qual. Mondiali 2010                                                   | -                                                                     | 86’                                                                   |
| 14-11-2009                                                            | Mosca                                                                 | Russia                                                                | 2 – 1                                                                 | Slovenia                                                              | Qual. Mondiali 2010                                                   | -                                                                     | 61’                                                                   |
| 18-11-2009                                                            | Maribor                                                               | Slovenia                                                              | 1 – 0                                                                 | Russia                                                                | Qual. Mondiali 2010                                                   | -                                                                     | 46’                                                                   |
| 3-3-2010                                                              | Györ                                                                  | Ungheria                                                              | 1 – 1                                                                 | Russia                                                                | Amichevole                                                            | -                                                                     | cap.                                                                  |
| Totale                                                                |                                                                       | Presenze                                                              | 65                                                                    |                                                                       | Reti                                                                  | 4                                                                     |                                                                       |

### Statistiche da allenatore

#### Club
Statistiche aggiornate al 9 aprile 2023. In grassetto le competizioni vinte.
| Stagione        | Squadra               | Campionato      | Campionato | Campionato | Campionato | Campionato | Coppe nazionali | Coppe nazionali | Coppe nazionali | Coppe nazionali | Coppe nazionali | Coppe continentali | Coppe continentali | Coppe continentali | Coppe continentali | Coppe continentali | Altre coppe | Altre coppe | Altre coppe | Altre coppe | Altre coppe | Totale | Totale | Totale | Totale | % Vittorie | Piazzamento |
| Stagione        | Squadra               | Comp            | G          | V          | N          | P          | Comp            | G               | V               | N               | P               | Comp               | G                  | V                  | N                  | P                  | Comp        | G           | V           | N           | P           | G      | V      | N      | P      | %          | Piazzamento |
| --------------- | --------------------- | --------------- | ---------- | ---------- | ---------- | ---------- | --------------- | --------------- | --------------- | --------------- | --------------- | ------------------ | ------------------ | ------------------ | ------------------ | ------------------ | ----------- | ----------- | ----------- | ----------- | ----------- | ------ | ------ | ------ | ------ | ---------- | ----------- |
| mar. 2014       | Zenit San Pietroburgo | PL              | 1          | 0          | 0          | 1          | KR              | 0               | 0               | 0               | 0               | UCL                | 1                  | 1                  | 0                  | 0                  | -           | -           | -           | -           | -           | 2      | 1      | 0      | 1      | 50,00      | Interim     |
| dic. 2016-2017  | Ufa                   | PL              | 13         | 5          | 3          | 5          | KR              | 2               | 1               | 0               | 1               | -                  | -                  | -                  | -                  | -                  | -           | -           | -           | -           | -           | 15     | 6      | 3      | 6      | 40,00      | Sub., 7º    |
| 2017-2018       | Ufa                   | PL              | 30         | 11         | 10         | 9          | KR              | 1               | 0               | 1               | 0               | -                  | -                  | -                  | -                  | -                  | -           | -           | -           | -           | -           | 31     | 11     | 11     | 9      | 35,48      | 6º          |
| Totale Ufa      | Totale Ufa            | Totale Ufa      | 43         | 16         | 13         | 14         |                 | 3               | 1               | 1               | 1               |                    | -                  | -                  | -                  | -                  |             | -           | -           | -           | -           | 46     | 17     | 14     | 15     | 36,96      |             |
| 2018-2019       | Zenit San Pietroburgo | PL              | 30         | 20         | 4          | 6          | KR              | 2               | 1               | 0               | 1               | UEL                | 14                 | 6                  | 2                  | 6                  | -           | -           | -           | -           | -           | 46     | 27     | 6      | 13     | 58,70      | 1º          |
| 2019-2020       | Zenit San Pietroburgo | PL              | 30         | 22         | 6          | 2          | KR              | 5               | 5               | 0               | 0               | UCL                | 6                  | 2                  | 1                  | 3                  | SR          | 1           | 0           | 0           | 1           | 42     | 29     | 7      | 6      | 69,05      | 1º          |
| 2020-2021       | Zenit San Pietroburgo | PL              | 30         | 19         | 8          | 3          | KR              | 1               | 0               | 0               | 1               | UCL                | 6                  | 0                  | 1                  | 5                  | SR          | 1           | 1           | 0           | 0           | 38     | 20     | 9      | 9      | 52,63      | 1º          |
| 2021-2022       | Zenit San Pietroburgo | PL              | 30         | 19         | 8          | 3          | KR              | 2               | 1               | 0               | 1               | UCL+UEL            | 6+2                | 1                  | 2+1                | 3+1                | SR          | 1           | 1           | 0           | 0           | 41     | 22     | 11     | 8      | 53,66      | 1º          |
| 2022-2023       | Zenit San Pietroburgo | PL              | 30         | 21         | 7          | 2          | KR              | 8               | 5               | 0               | 3               | -                  | -                  | -                  | -                  | -                  | SR          | 1           | 1           | 0           | 0           | 39     | 27     | 7      | 5      | 69,23      | 1º          |
| 2023-2024       | Zenit San Pietroburgo | PL              | 30         | 17         | 6          | 7          | KR              | 13              | 7               | 4               | 2               | -                  | -                  | -                  | -                  | -                  | SR          | 1           | 1           | 0           | 0           | 44     | 25     | 10     | 9      | 56,82      | 1º          |
| 2024-2025       | Zenit San Pietroburgo | PL              | 30         | 20         | 6          | 4          | KR              | 12              | 10              | 1               | 1               | -                  | -                  | -                  | -                  | -                  | SR          | 1           | 1           | 0           | 0           | 43     | 31     | 7      | 5      | 72,09      | 2º          |
| Totale Zenit    | Totale Zenit          | Totale Zenit    | 211        | 138        | 45         | 28         |                 | 43              | 29              | 5               | 9               |                    | 35                 | 10                 | 7                  | 18                 |             | 6           | 5           | 0           | 1           | 295    | 182    | 57     | 56     | 61,69      |             |
| Totale carriera | Totale carriera       | Totale carriera | 254        | 154        | 58         | 42         |                 | 46              | 30              | 6               | 10              |                    | 35                 | 10                 | 7                  | 18                 |             | 6           | 5           | 0           | 1           | 341    | 199    | 71     | 71     | 58,36      |             |

## Palmarès

### Giocatore

#### Competizioni nazionali
- Coppa di Russia: 2

CSKA Mosca: 2001-2002, 2004-2005
- Campionato russo: 4

CSKA Mosca: 2003
Rubin Kazan': 2008, 2009
Zenit: 2010
- Supercoppa di Russia: 3

CSKA Mosca: 2004
Rubin Kazan': 2010
Zenit: 2011

#### Competizioni internazionali
- Coppa UEFA: 1

CSKA Mosca: 2004-2005
- Coppa dei Campioni della CSI: 1

Rubin Kazan': 2010

### Allenatore
- Campionato russo: 6

Zenit: 2018-2019, 2019-2020, 2020-2021, 2021-2022, 2022-2023, 2023-2024
- Coppa di Russia: 2

Zenit: 2019-2020, 2023-2024
- Supercoppa di Russia: 4  (record)

Zenit: 2020, 2021, 2022, 2023